# Olga Delgrossi
Olga Delgrossi (Olga Del Grossi Sosa; * 12. Juli 1932 in Tacuarembó), La Dama del Tango, ist eine uruguayische Tangosängerin.

## Leben und Wirken
Delgrossi trat bereits zwölfjährig mit einem von Malunga Sáenz geleiteten Orchester auf. Zwei Jahre später kam sie mit ihrer Familie nach Montevideo, wo sie professionell mit Auftritten im Café Palace und Ateneo sowie bei Radio El Spectador debütierte. 1957 wurde sie als Nachfolgerin von Nina Miranda Sängerin in Donato Racciattis Orchester, dem sie sieben Jahre lang angehörte. Sie trat mit dem Orchester in Theatern, im Radio und Fernsehen, in Argentinien in der Sendung El Glostora Tango Club und im Cabaret Marabú auf und nahm mehrere Tangos von Racciatti und Enrique Soriano auf.
Nach der Trennung von Racciatti setzte sie ihre Laufbahn in Buenos Aires mit Víctor D’Amario fort. 1966 wurde sie Mitglied in Luis Stazos Gruppe Los 7 del Tango, mit der sie durch Argentinien tourte, in Shows an Theatern und im Rundfunk und im Fernsehen mit Musikern wie Libertad Lamarque, Alba Solís, Lalo Martel und Néstor Fabián auftrat und Tangos beim Label Odeon aufnahm.
Auf dem Höhepunkt ihrer Laufbahn kehrte sie aus familiären Gründen nach Montevideo zurück, wo sie ihre Tätigkeit in kleinerem Rahmen fortsetzte. Dennoch unternahm sie auch erfolgreiche internationale Tourneen, beispielsweise nach Mexiko, wo sie mit José Luis Rodríguez und Rosamel Araya und einem Sinfonieorchester unter Leitung von Frank Pourcel auftrat, nach London, Madrid und Paris. 2000 nahm sie in Frankreich mit Julio Cobelli und Waldemar Metediera eine CD mit 20 Titeln auf. Im Folgejahr entstanden in Buenos Aires neun Aufnahmen für die Sendung Tango Club beim Sender Crónica TV. Eine CD mit Tangos von Donato Racciatti, Julio Cobelli und Miguel Ángel Barcos nach Gedichten von Nelson Pilosoff nahm sie 2003 mit dem Sänger Ricardo Olivera auf. Eine weitere CD entstand 2015 mit dem Orquesta Típica Taconeando.